# San Benedetto in Piscinula
San Benedetto in Piscinula är en kyrkobyggnad i Rom, helgad åt den helige Benedikt av Nursia. Kyrkan är belägen vid Piazza in Piscinula i Rione Trastevere och tillhör församlingen San Crisogono.
Kyrkan har Roms minsta kampanil, vilken fortfarande är i bruk.
Tillnamnet ”Piscinula” (diminutiv av ”piscina”) syftar antingen på en simbassäng i ett romerskt bad eller på en fiskdamm vid en lokal fiskmarknad.

## Kyrkans historia
Den första kyrkan på denna plats uppfördes i slutet av 1000-talet på Domus Aniciorum, det vill säga familjen Anicius bostadshus, och utgjordes till viss del av den bostadscell, där Benedikt skall ha levt en tid. Den romanska kampanilen härstammar från 1100-talet. Den nuvarande nyklassicistiska fasaden ritades av Pietro Camporese den yngre och uppfördes 1844.

## Interiören
I kyrkans vestibul återfinns gravstenar, inskriptioner samt freskfragment, bland annat ett från 1200-talet som framställer den helige Benedikt. En port till vänster leder in till Cappella della Madonna med en 1300-talsfresk som avbildar Jungfru Maria och Barnet. Golvet i själva kyrkorummet är till viss del ett cosmatarbete. Till höger i absiden kan man beskåda en 1400-talsfresk med motivet Anna själv tredje, det vill säga den heliga Anna med Jungfru Maria och Jesusbarnet.

## Bilder
| - Kyrkans grundplan. Ritning från år 1864. - Kyrkans vestibul. |